# Sunfix Glacier
Sunfix Glacier är en glaciär i Antarktis. Den ligger i Västantarktis. Argentina, Chile och Storbritannien gör anspråk på området. Sunfix Glacier ligger 1 400 meter över havet.
Terrängen runt Sunfix Glacier är huvudsakligen kuperad, men åt sydost är den platt. Trakten är obefolkad. Det finns inga samhällen i närheten.